# Geislingen
Geislingen település Németországban, azon belül Baden-Württembergben. Lakosainak száma 5993 fő (2023. december 31.). Geislingen Balingen, Haigerloch, Dautmergen, Rosenfeld és Dormettingen községekkel határos.

## Népesség
A település népessége az elmúlt években az alábbi módon változott:
| Lakosok száma | 4545 | 4857 | 5139 | 5081 | 5021 | 5681 | 6117 | 6026 | 5961 | 5993 |
|               | 1961 | 1967 | 1974 | 1980 | 1987 | 1993 | 2000 | 2006 | 2013 | 2023 |